# Зелені цяточки
«Зелені цяточки» (англ. Green Patches) — науково-фантастичне оповідання американського письменника Айзека Азімова, вперше опубліковане у листопаді 1950 року в журналі Galaxy Science Fiction. Увійшло до збірки «Прихід ночі та інші історії» (1969).

## Сюжет
Космічний корабель землян під командуванням капітана Сейбрука прибуває на планету (пізніше названу його ім'ям) де все живе є єдиним організмом і має об'єднану свідомість. Цей організм сприймає людей та живність на кораблі як «незавершені живі фрагменти», оскільки вони не є одним цілим.
Із найкращих міркувань, планетарний організм вирішує зробити їх частиною себе. Він спричиняє вагітність всіх осіб жіночої статі. Їх нащадки матимуть зелені хутряні цятки замість очей (це органи чуття чужинців). Виявивши це на шляху назад, капітан Сейбрук посилає доповідь на Землю і знищує корабель із екіпажом.
Земля посилає наступну експедицію, щоб перевірити слова Сейбрука. Команда випалює все навколо місця посадки і встановлює силове поле для недопущення чужинців на борт. Експериментами з привезеними тваринами вони підтверджують звіт Сейбрука, рекомендуючи накласти на планету карантин, і збираються додому.
У відчаї від неможливості допомогти, планетарний організм виводить вид фауни, що маскується під відрізок електричного кабелю, якому вдається проникнути на корабель під час короткого вимкнення силового поля.
Щоб надійно сховатися, безбілетник вирізає шматок електричного кабелю та заміняє його собою. Під час польоту він вичікує, щоб вже на Землі почати перетворення всіх «живих фрагментів» у єдиний організм. Він читає думки людей та тварин і стурбований їхнім конфліктним існуванням. Він обурений тим, що вони ведуть себе егоїстично та сперечаються, а їхніми вчинками не керує альтруїзм та співпраця. Він сумує за іншими частинами живого організму на своїй планеті і розраджує себе думкою про те як він об'єднає все живе на Землі.
Але завоювання зривається, оскільки безбілетник згорає, коли по його кабелю, що керував шлюзом, пускають струм.
Науковець, що боявся загрози від планети Сейбрука, радий повернутись до хаосу життя на Землі.